# Freddie Steele (fotbollsspelare)
Frederick Charles Steele (född 6 maj 1916, död 23 april 1976) var en engelsk fotbollsspelare som spelade som center forward i Stoke City och i Englands landslag. Efter sin karriär som spelare blev han tränare för Mansfield Town. Han var även manager i Port Vale.